# Juicy (The Notorious B.I.G.)
Juicy è il primo singolo del rapper statunitense The Notorious B.I.G., realizzato in collaborazione con le Total ed estratto dall'album di debutto, Ready to Die. Il singolo, distribuito dalla Bad Boy Records, è prodotto da Poke e Sean Combs (basandosi su una versione originale prodotta da Pete Rock) e contiene campionamenti di Juicy Fruit del jazzista statunitense James Mtume.
La traccia principale, considerata una delle migliori canzoni hip hop di sempre, è stata inclusa in numerose compilation, tra cui More Music From 8 Mile, Greatest Hits e Notorious: Original Motion Picture Soundtrack.
La rivista Rolling Stone la classifica all'ottavo posto delle migliori canzoni hip hop di tutti i tempi.

## Descrizione

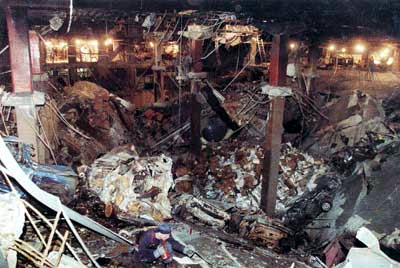
La strofa «Time to get paid, blow up like the World Trade» è un riferimento all'attentato dinamitardo al World Trade Center del 1993

To all the teachers that told me I'd never amount to nothin' to all the people that lived above the buildings that I was hustlin' in front of

Called the police on me when I was just tryin' to make some money to feed my daughter (it's all good)

And all the niggas in the struggle

You know what I'm sayin'? It's all good, baby baby»
Il brano è autobiografico. The Notorious B.I.G. racconta la sua ascesa al successo partendo dall'infanzia vissuta in povertà, parlando dei suoi primi sogni di diventare un rapper, delle sue prime influenze musicali, del periodo trascorso a spacciare droga, del passato criminale, per arrivare alla fine al suo raggiungimento del successo nell'industria musicale con conseguente stile di vita lussuoso.
La frase del testo che recita: «Time to get paid, blow up like the World Trade», si riferisce all'attentato dinamitardo al World Trade Center del 1993.

## Tracce

### 12"

#### Lato A
1. Juicy (Dirty Mix) – 5:05
2. Unbelievable (Prod. DJ Premier) – 3:45
3. Juicy (Remix) (Prod. Pete Rock) – 4:42

### Lato B
1. Juicy (Instrumental) – 5:05
2. Unbelievable (Instrumental) – 3:45
3. Juicy (Remix Instrumental) – 4:43

### LP

#### Lato A
1. Juicy (Radio Edit) – 4:15
2. Juicy (Remix) – 4:42
3. Unbelievable (Radio Edit) – 3:46

#### Lato B
1. Juicy (Dirty Mix) – 5:05
2. Dreams (Prod. Buttnaked Tim Dawg) – 2:43
3. Unbelievable – 3:45
4. Juicy (Instrumental) – 5:05